# ストロム・サーモンド
ジェームズ・ストロム・サーモンド（英語: James Strom Thurmond、1902年12月5日 - 2003年6月26日）は、アメリカ合衆国の政治家。第103代サウスカロライナ州知事、サウスカロライナ州選出連邦上院議員を歴任した。右派で、人種差別主義を支持した議員としても知られている。1956年から1964年までは民主党所属だったが、1964年から議員退職するまでの2003年までは共和党に所属していた。1948年には州権民主党の大統領候補にもなった。上院議員としての在任期間49年は当時最長（後にロバート・バード議員に塗り替えられた）で、1957年から2025年まで議事妨害の最長記録を有していた（後述）。100歳を迎えた時に上院議員を務めていた唯一の人物でもある。

## 生涯

### 初期の経歴
1902年12月5日にサウスカロライナ州エッジフィールドで誕生する。実家は農家であった。1923年にクレムソン・カレッジ（現在のクレムゾン大学）を卒業後、家業に従事する傍ら教師としての生活を送る。1924年には陸軍に入隊した。1930年にはサウスカロライナ州の法曹界に入り、故郷エッジフィールド郡の検察官となる。1932年にはサウスカロライナ州上院議員となる。第二次世界大戦では陸軍士官としてヨーロッパ戦線に従軍し、1944年6月6日のD-デイ（ノルマンディー上陸作戦の日）には第82空挺師団の一員として参加する。サーモンドは18のデコレーション、勲章、顕彰を獲得した。
終戦後のサーモンドはサウスカロライナ州の政界に復帰し、1946年にはサウスカロライナ州知事に当選した。知事としてサーモンドは、いわゆるジム・クロウ法と呼ばれた一連の白人とアフリカ系の人種隔離を定めた法の擁護者として知られ、人種隔離政策を強力に支持・推進した。一方で経済政策では、ニューディール政策の流れを汲む民主党議員としての一面もあった。22歳の時、アフリカ系アメリカ人の家政婦に女児を一人生ませていた。この隠し子はサーモンドの死後に発覚した。

### 南部民主党の代表格として
1948年の民主党大会では、党の大統領候補者としてハリー・S・トルーマン大統領が指名された。この時の民主党の綱領には、ミネアポリスのヒューバート・ハンフリー市長らリベラル派の主張するマイノリティ（主にアフリカ系）の公民権擁護のための法律（公民権法）の制定が盛り込まれた。ちなみに、先に制定された共和党の綱領にも公民権法の制定が盛り込まれていた。南部の民主党員は人種隔離政策を支持しており、トルーマンの綱領に反発した。この結果南部出身の民主党議員、知事、それに一部の南部出身の民主党員はトルーマンに反旗を翻し、州権民主党（ディキシークラット）を結成した。当時サウスカロライナ州知事であったサーモンドは同党の大統領候補者に指名され、ジム・クロウ法の擁護と人種隔離政策の継続を訴えた。結局トルーマンが共和党候補トマス・デューイニューヨーク州知事を破って当選したが、サーモンドは保守的な南部のサウスカロライナ、アラバマ、ミシシッピ、ルイジアナの4州を制した。
1954年、サーモンドは上院議員選挙に当選した。彼は立候補者ではなく、いわゆる書き込み投票（write-in）による当選であった。彼は立候補者でない者が上院議員選挙で当選した初めての人物となった。上院でも彼は南部民主党員の主張を代弁した。1957年に公民権法（1957年の公民権法）が審議されると、24時間18分にわたる演説を行い、議事を妨害した（1957年公民権法におけるストロム・サーモンドの議事妨害）。これが2025年まで上院史上最長の議事妨害となった。結局、同法は共和党と北部民主党の賛成を得て可決された。

### 共和党への鞍替えとそれ以降

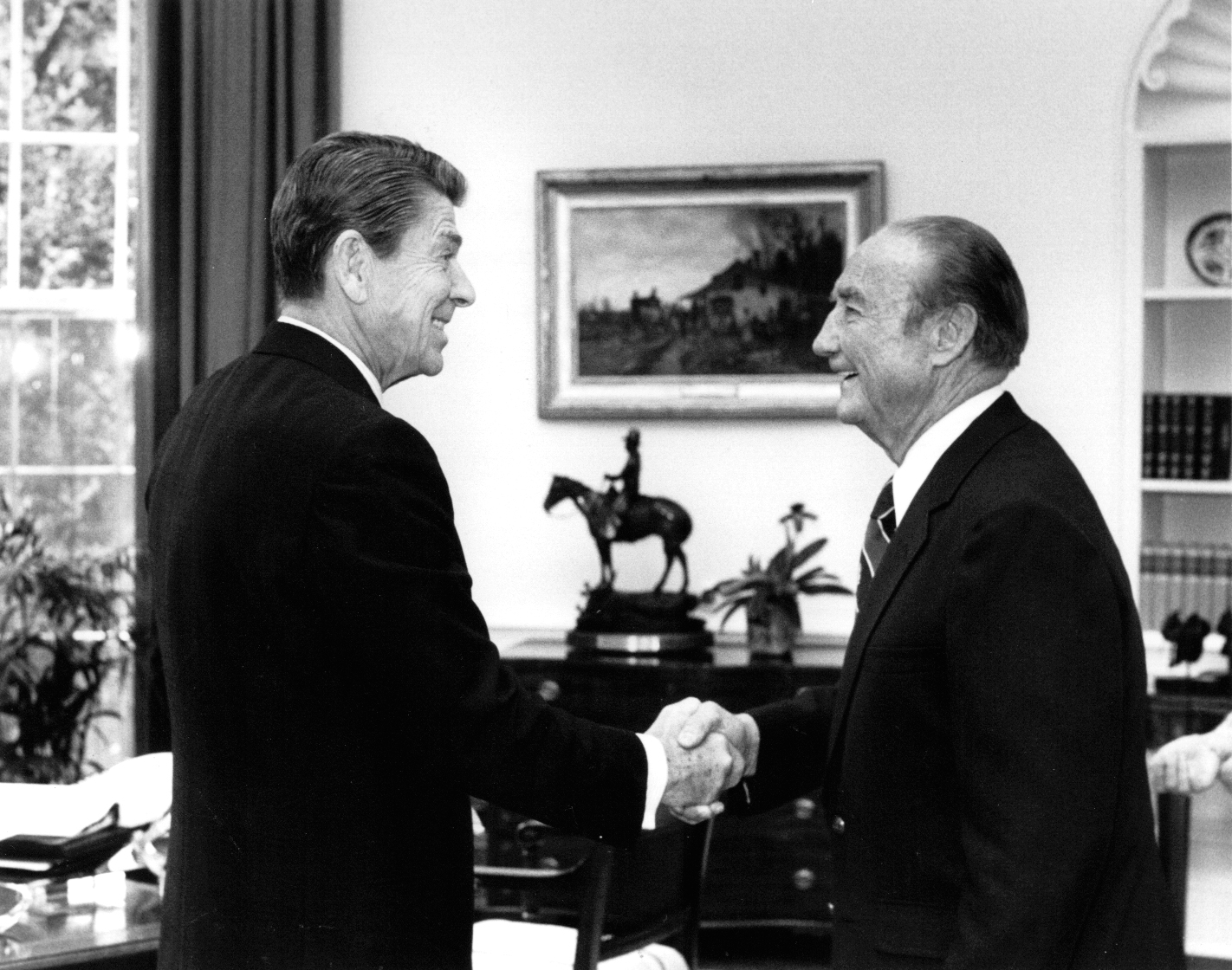
サーモンドと当時のレーガン大統領

1964年公民権法が北部の民主党員と共和党員の大半の賛成を得て可決されると、サーモンドはこのプログラムを強力に推進しようとするジョンソン民主党政権に反発し、共和党へ移籍した。既に1952年にサーモンドには、民主党員でありながら大統領選挙で共和党候補、ドワイト・アイゼンハウアー元帥を支持した過去がある。彼は同じく1964年の公民権法に反対した右派のバリー・ゴールドウォーター上院議員を強力に支持した。しかしながら、共和党に鞍替えした頃から、サーモンドは公民権問題に対するスタンスをやや軟化させた。彼は、南部出身の議員でアフリカ系のスタッフを雇った最初の議員であった。
サーモンドは「堅固な南部」と呼ばれ、民主党による事実上の一党支配が行われていた南部諸州で共和党が勢力を拡大するのに大きな貢献をした。リチャード・ニクソン大統領は伝統的な価値観の擁護を従来より強く打ち出し、保守的白人の多い南部の有権者に訴えかけ、人種差別を主張することなく南部へ勢力を拡大する南部戦略を打ち出した。サーモンドはこれを側面から支援した。1968年の大統領選挙では1948年にサーモンド自身が訴えたのとほぼ同様の主張を行うジョージ・ウォレスアラバマ州知事を批判し、ニクソンを全面的に支援、ニクソンが南部の一部の州で勝利するのに貢献した。
サーモンドは上院の長老であり、上院では上院仮議長の重職を1981年から1987年、1995年から2001年にかけて務めた。

### 晩年

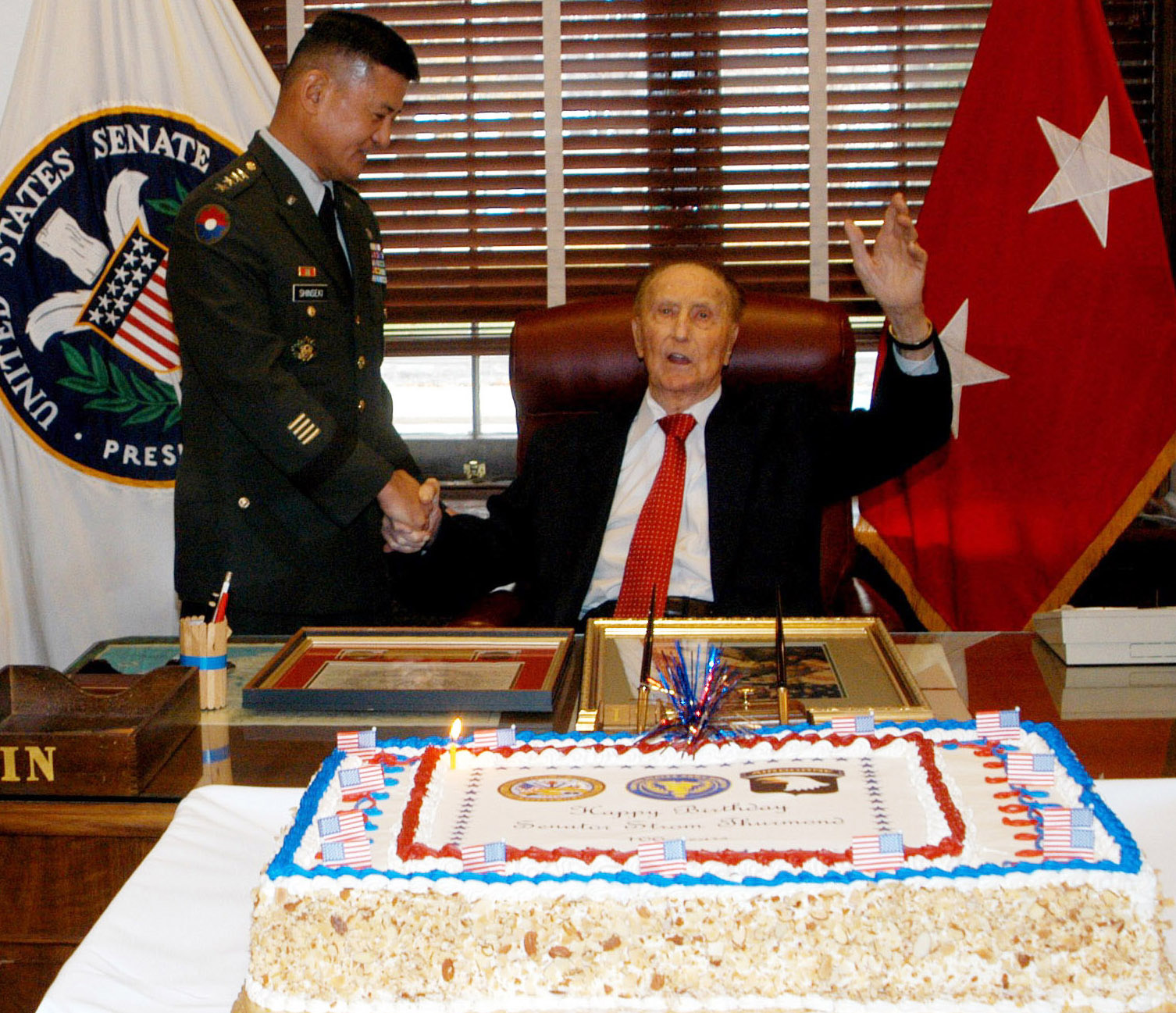
ワシントン・連邦議会内のサーモンド議員のオフィスで執り行われた100歳の誕生日を記念する式典で、エリック・シンセキ陸軍参謀総長（当時・元退役軍人長官）よりこれまでの国家への貢献についての謝辞を受けるサーモンド

1996年にサーモンドは7期目の任期を満了して改選を迎えた。彼は100歳まで上院議員でいることを宣言し、これが最後の任期であるとして再選を訴えた。サーモンドが高齢であることや、在任期間が長期に及びすぎていることへの批判もあったが当選を果たした。2002年12月5日にサーモンドは上院議員に在職のまま100歳を迎えた。彼の誕生日のパーティーの際に上院多数党院内総務で保守派であったトレント・ロット上院議員（ミシシッピ州）は「自分の州の投票人が1948年にサーモンドに投票したことを誇りに思っており、もしサーモンドが当選すれば多くの問題は起こらなかっただろう」と発言した。これはサーモンドが人種隔離政策を主張したことに対して肯定的と受け止められるものだった。そのため野党の民主党ばかりで無く、共和党からも強い反発が起こり、ジョージ・W・ブッシュ大統領が不快感を表明する事態に発展した。このことが原因でロットは上院院内総務を辞任した。サーモンドは2003年1月5日をもって上院議員を退任した。それから半年後の6月26日に故郷のエッジフィールドで死去した。